# Congonhas do Norte
Congonhas do Norte este un oraș în unitatea federativă Minas Gerais (MG), Brazilia.